# Belmond Ltd.
Belmond Ltd. es una cadena hotelera que opera hoteles de lujo, trenes y cruceros alrededor del mundo. En el 2015, la compañía tenía 35 hoteles de lujo, 7 trenes turísticos, 3 cruceros fluviales y restaurantes en 22 países.
La compañía se llamaba anteriormente Orient-Express Hotels Ltd. El 10 de marzo de 2014, todos los negocios a nivel mundial fueron renombrados como "Belmond" y el 1 de julio de 2014, la compañía misma fue renombrada como Belmond Ltd. En diciembre del 2018, la compañía fue adquirida por LVMH en una transacción de $3 mil doscientos millones de dólares que se completó en abril de 2019 con lo que se eliminó a la empresa de la Bolsa de Valores de Nueva York y pasó a ser una compañía privada.

## Historia
La compañía fue fundada en 1976 por el empresario estadounidense James Sherwood a través de la compra del Hotel Cipriani en Venecia. La compañía tomó su nombre del tren Expreso de Oriente (Orient Express). Opera el tren Venice-Simplon Orient Express, que ofrece viajes de noche entre Londres y Venecia. También opera otros trenes incluyendo el Belmond Royal Scotsman y tiene un 50% de participación en PeruRail. Gran parte de la historia de la compañía está contada en las memorias de James Sherwood, "Orient Express: A Personal Journey".
Entre los hoteles europeos que administra se encuentra el mencionado Belmond Hotel Cipriani en Venecia y Belmond Reid's Palace en Madeira. La compañía también opera el Belmond Mount Nelson Hotel en Ciudad del Cabo, y el Copacabana Palace en Río de Janeiro. Opera dos cruceros fluviales en el río Irawadi en Birmania, y el Belmond Afloat in France en París.

## Actividades empresariales
Las hoteles, trenes y otros servicios que son propiedad o están administrados por Belmond Ltd. son los siguientes.

### Hoteles

#### Europa
- Belmond Hotel Cipriani, Venecia, Italia
- Belmond Hotel Splendido y Belmond Splendido Mare, Portofino, Italia
- Belmond Villa San Michele, Florencia, Italia
- Belmond Hotel Caruso, Costa Amalfitana, Italia
- Belmond Villa Sant'Andrea, Sicilia, Italia
- Belmond Grand Hotel Timeo, Sicilia, Italia
- Belmond La Residencia, Deia, Mallorca, España
- Belmond Reid's Palace, Madeira, Portugal
- Belmond Grand Hotel Europe, San Petersburgo, Rusia
- Belmond Le Manoir aux Quat'Saisons, Oxfordshire, Inglaterra

#### América del Norte
- Belmond Charleston Place, Charleston, Carolina del Sur, Estados Unidos
- Belmond El Encanto, Santa Bárbara, California, Estados Unidos
- Belmond La Samanna, San Martín, Antillas francesas
- Belmond Maroma Resort & Spa, Riviera Maya, México
- Belmond Casa de Sierra Nevada, San Miguel de Allende, México

#### América del Sur
- Belmond Copacabana Palace, Río de Janeiro, Brasil
- Belmond Hotel das Cataratas, Foz do Iguaçu, Brasil
- Belmond Miraflores Park, Lima, Perú
- Belmond Palacio Nazarenas, Cusco, Perú (Todos los hoteles en Cusco y Machu Picchu son un consorcio en partes iguales con la compañía peruana Peru Belmond Hotels SA).
- Belmond Hotel Monasterio, Cusco, Perú
- Belmond Sanctuary Lodge, Machu Picchu, Perú
- Belmond Hotel Rio Sagrado, Urubamba, Valle Sagrado de los Incas, Perú
- Belmond Las Casitas, Cañón del Colca, Perú

#### Asia
- Belmond Jimbaran Puri, Bali, Indonesia
- Belmond Napasai, Koh Samui, Tailandia
- Belmond Residencia del Gobernador, Rangún, Birmania
- Belmond La Résidence Phou Vao, Luang Prabang, Laos
- Belmond La Résidence d'Angkor, Siem Reap, Camboya

#### África
- Belmond Mount Nelson Hotel, Ciudad del Cabo, Sudáfrica
- Belmond Savute Elephant Lodge, Parque nacional de Chobe, Botsuana
- Belmond Khwai River Lodge, Reserva de caza Moremi, Botsuana
- Belmond Eagle Island Lodge, Delta del Okavango, Botsuana

### Trenes

#### Trenes nocturnos
- Venice Simplon-Orient-Express, Europa
- Belmond Royal Scotsman - Escocia
- Belmond Grand Hibernian - Irlanda, Irlanda del Norte
- Eastern and Oriental Express - Tailandia, Malasia, Singapur
- Belmond Andean Explorer - Perú (desde mayo del 2017) En un consorcio a partes iguales con la empresa peruana Peruvian Trains and Railways SA

#### Trenes diurnos
- Belmond British Pullman - Gran Bretaña
- Belmond Hiram Bingham - Perú

### Riverboats
- Belmond Afloat in France, Francia
- Belmond Road to Mandalay, Birmania

### Restaurantes
- 21 Club, New York City, Estados Unidos